# Anatalavis
Anatalavis — викопний рід гусеподібних птахів, близький до сучасної родини Качкові (Anatidae).

## Морфологія
Anatalavis відрізняється від качок тонким дзьобом, що здатний фільтрувати воду, але також придатний для подрібнення їжі. Ці види повинні були мати швидкий політ. Форма тіла нагадує, більше куликів, ніж качок.

## Види
Рід містить два види:
- Anatalavis rex (раніше був поміщений в Telmatornis) — відомий із свити Хорнерстаун (Hornerstown) (пізня крейда або ранній палеоцен, близько 66 мільйонів років тому) у штаті Нью-Джерсі. Голотип складається із двох плечових кісток.
- Anatalavis oxfordi був описаний на основі копалин, знайдених в еоценових відкладеннях (Іпрський ярус) у формуванні Лондон Клей (близько 55 мільйонів років тому) поблизу Walton-on-the-Naze, в Англії. Описаний по повному скелету. Цей вид є більшим за розмірами ніж попередній.